# Uncinocarpus
Uncinocarpus — рід грибів родини Onygenaceae. Назва вперше опублікована 1976 року.

## Класифікація
До роду Uncinocarpus відносять 4 види:
- Uncinocarpus orissi
- Uncinocarpus queenslandicus
- Uncinocarpus reesii
- Uncinocarpus uncinatus